# Hefei
Hefei (chinesisch 合肥市, Pinyin Héféi Shì, W.-G. Ho-fei Shih) hatte Ende 2020 9.369.881 Einwohner und ist die Hauptstadt der chinesischen Provinz Anhui. In dem eigentlichen städtischen Siedlungsgebiet von Hefei leben 5.055.978 Menschen (Zensus 2020).
Das Verwaltungsgebiet der bezirksfreien Stadt hat eine Fläche von 7.056 km².

## Administrative Gliederung
Auf Kreisebene setzt sich Hefei aus vier Stadtbezirken, vier Kreisen und einer kreisfreien Stadt zusammen. Diese sind:
- Stadtbezirk Luyang (庐阳区), 140 km², 400.000 Einwohner;
- Stadtbezirk Yaohai (瑶海区), 189 km², 400.000 Einwohner;
- Stadtbezirk Shushan (蜀山区), 129 km², 370.000 Einwohner;
- Stadtbezirk Baohe (包河区), 197 km², 460.000 Einwohner;
- Kreis Changfeng (长丰县), 1.925 km², 780.000 Einwohner, Hauptort: Großgemeinde Shuihu (水湖镇);
- Kreis Feidong (肥东县), 2.145 km², 1,07 Mio. Einwohner, Hauptort: Großgemeinde Dianbu (店埠镇);
- Kreis Feixi (肥西县), 2.186 km², 960.000 Einwohner, Hauptort: Großgemeinde Shangpai (上派镇);
- Kreis Lujiang (庐江县), 2.352 km², 1,2 Mio. Einwohner, Hauptort: Großgemeinde Lucheng (庐城镇).
- Kreisfreie Stadt Chaohu (巢湖市), 2.063 km², 4,5 Mio. Einwohner

Chaohu kam am 22. August 2011 hinzu und war vorher der Stadtbezirk Juchao der früheren bezirksfreien Stadt Chaohu.

## Ethnische Gliederung der Bevölkerung Hefeis (2000)
Beim Zensus 2000 wurden in Hefei 4.467.384 Einwohner gezählt (Bevölkerungsdichte: 646,42 Einwohner/km²). Die Mehrheit der Bewohner sind Han.
| Name des Volkes | Einwohner | Anteil  |
| --------------- | --------- | ------- |
| Han             | 4.428.414 | 99,13 % |
| Hui             | 30.841    | 0,69 %  |
| Manju           | 2.970     | 0,07 %  |
| Mongolen        | 1.365     | 0,03 %  |
| Zhuang          | 552       | 0,01 %  |
| Yi              | 496       | 0,01 %  |
| Miao            | 477       | 0,01 %  |
| Tujia           | 472       | 0,01 %  |
| Bouyei          | 335       | 0,01 %  |
| Uiguren         | 305       | 0,01 %  |
| Koreaner        | 285       | 0,01 %  |
| Tibeter         | 284       | 0,01 %  |
| Sonstige        | 588       | 0,01 %  |

## Geschichte
Während der Ming- und Qing-Dynastie hatte Hefei den Namen Luzhou (庐州). Nach der Stadt sind mehrere Schlachten benannt, etwa die 2. Schlacht von Hefei um 217.

## Wirtschaft und Verkehr
Hefei ist heute ein Verkehrsknoten und eine Industriestadt. Automobil-, Textil-, Stahl- und Chemische Industrie sind hier vertreten. Am 30. Mai 2013 eröffnete der neue, internationale Flughafen Hefei-Xinqiao und löste damit den alten Flughafen Hefei-Luogang ab.
Über die Schnellfahrstrecke Hefei–Bengbu ist die Stadt mit der Schnellfahrstrecke Peking–Shanghai seit 2009 verbunden. Die Stadt ist Knotenpunkt der Schnellfahrstrecke Shanghai–Wuhan–Chengdu, die 2015 in Betrieb ging. Die etwa 470 km nach Shanghai werden damit in etwa zwei Stunden Fahrtzeit möglich und verkehren zur Hauptverkehrszeit im 15-min-Takt.
Im Dezember 2016 wurde die erste Linie der Hefei Metro in Betrieb genommen. Ein Jahr später folgte die Linie 2. Bis 2022 wurden drei weitere Linien eröffnet. Die U-Bahn wird auf acht Linien und 300 Kilometer Streckennetz ausgebaut.

## Bildung
Die Stadt beherbergt ein knappes Dutzend Universitäten und vergleichbarer weiterführender Schulen und stellt somit eines der vier von der chinesischen Regierung geförderten Zentren der Hochschulausbildung dar. Die drei bekanntesten Universitäten Hefeis, die Chinesische Universität für Wissenschaft und Technik (中国科技大学), die Technische Universität Hefei (合肥工业大学) und die Anhui-Universität (安徽大学), gehören zur landesweiten Elite und nehmen am 211-Projekt der Regierung teil, das zum Ziel hat, mit Hilfe spezieller Förderung rund 100 Universitäten von Weltniveau zu schaffen.
Die Hochschule Hefei (合肥学院) unterhält eine Kooperation mit dem Land Niedersachsen und hat insgesamt 13 Partnerhochschulen in Deutschland.
Darüber hinaus ging die Höhere Mittelschule Nr. 1 in Hefei 2004 eine Schulpartnerschaft mit der sächsischen Schule Johann-Gottfried-Herder-Gymnasium in Pirna ein.

## Städtepartnerschaften
- Kurume, Japan, seit 1980
- Freetown, Sierra Leone, seit 1984
- Bujumbura, Burundi, seit 1986
- Columbus, Vereinigte Staaten, seit 1988
- Aalborg, Dänemark, seit 1989
- Lleida, Spanien, seit 1998
- Wonju, Südkorea, seit 2002
- Darebin City, Australien, seit 2003
- Belfast, Vereinigtes Königreich, seit 2003
- Osnabrück, Deutschland, seit 2006

## Söhne und Töchter der Stadt
- Li Hongzhang (1823–1901), General und Politiker
- Duan Qirui (1865–1936), General und Politiker
- Chen Ning Yang (* 1922), Physiker und Nobelpreisträger
- Wu Xinzhi (1928–2021), Paläoanthropologe und Mitglied der Chinesischen Akademie der Wissenschaften
- Wang Chien-shien (* 1938), Politiker und Finanzbeamter
- Li Keqiang (1955–2023), Politiker und Ministerpräsident der Volksrepublik China
- Rui Chenggang (* 1977), Fernsehjournalist
- Xu Yuanyuan (* 1981), Schachspielerin
- Liu Yun (* 1982), Handballspielerin
- Li Na (* 1984), Wasserspringerin

## Galerie

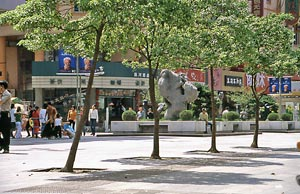
Fußgängerzone in Hefei
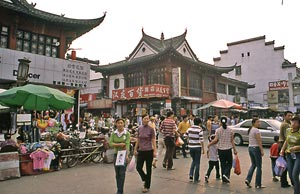
Marktstraße in Hefei

## Klimatabelle
|                       | Jan  | Feb | Mär  | Apr  | Mai  | Jun  | Jul  | Aug  | Sep  | Okt  | Nov  | Dez |   |      |
| Mittl. Tagesmax. (°C) | 6,8  | 8,3 | 13,7 | 20,3 | 25,6 | 29,1 | 32,1 | 32,3 | 27,1 | 22,0 | 15,6 | 9,4 | ⌀ | 20,3 |
| Mittl. Tagesmin. (°C) | −0,9 | 0,6 | 5,4  | 11,6 | 16,9 | 21,2 | 24,7 | 24,3 | 19,1 | 13,1 | 6,8  | 0,9 | ⌀ | 12   |
|                       |      |     |      |      |      |      |      |      |      |      |      |     |   |      |
| Niederschlag (mm)     | 30   | 51  | 68   | 94   | 97   | 120  | 171  | 111  | 85   | 66   | 57   | 25  | Σ | 975  |
|                       |      |     |      |      |      |      |      |      |      |      |      |     |   |      |
| Regentage (d)         | 8    | 9   | 11   | 12   | 11   | 10   | 13   | 10   | 10   | 9    | 8    | 6   | Σ | 117  |

| −0,9 |

| 0,6 |

| 5,4 |

| 11,6 |

| 16,9 |

| 21,2 |

| 24,7 |

| 24,3 |

| 19,1 |

| 13,1 |

| 6,8 |

| 0,9 |

| −0,9 |

| 0,6 |

| 5,4 |

| 11,6 |

| 16,9 |

| 21,2 |

| 24,7 |

| 24,3 |

| 19,1 |

| 13,1 |

| 6,8 |

| 0,9 |